# Karl Gruber
Karl Gruber (Innsbruck 3 mei 1909 - aldaar 1 februari 1995) was een Oostenrijks politicus (ÖVP). Hij zat in het Oostenrijkse verzet en was na de oorlog onder meer Bondsminister van Buitenlandse Zaken van Oostenrijk.

## Biografie
Gruber, die afkomstig was uit een sociaaldemocratische politieke familie, sloot zich in zijn jonge jaren aan bij de socialistische jeugdorganisatie Rote Falken. Tijdens zijn studie aan de Universiteit van Wenen werd Gruber echter lid van de christelijk-sociale partij en de katholieke studentenvereniging K.Ö.St.V. Austria. Hij promoveerde als doctor in de rechten en bouwkundig ingenieur.
Na de Anschluss (1938) was hij woonachtig in Berlijn. Tijdens de Tweede Wereldoorlog was hij als ingenieur werkzaam bij AEG en Telefunken. In dezelfde periode sloot hij zich aan bij het verzet en leidde hij de illegale organisatie Rosengarten die nauwe betrekkingen onderhield met de verzetsbewegingen O5 en de Kreisauer Kreis. Daarnaast stond hij in contact met buitenlandse inlichtingendiensten. Aan het einde van de oorlog ging hij terug naar Oostenrijk waar hij in het voorjaar van 1945 leiding gaf aan de Tiroolse verzetsbeweging.
Direct na de oorlog werd hij voorlopig gouverneur (Landeshauptmann) van Tirol en was hij betrokken bij de oprichting van de christendemocratische Österreichische Volkspartei (ÖVP). Op 26 september 1945 werd hij benoemd tot onderstaatssecretaris van Buitenlandse Zaken in de Voorlopige Staatsregering onder bondskanselier Karl Renner. Na de verkiezingen werd hij als bondsminister van Buitenlandse Zaken opgenomen in de bondsregering-Figl I (20 december 1945). Hij bleef minister in de opvolgende regeringen-Figl II en Figl III.
Tijdens zijn eerste periode als minister zag hij het als zijn voornaamste taak om het Zuid-Tiroler vraagstuk bevredigend op te lossen. Volgens Gruber moest de bevolking van Zuid-Tirol, een Italiaanse regio waar de meerderheid van de bevolking Duitstalig is en dat tot 1918 deel uitmaakte van Cisleithanië (het Oostenrijkse deel van het keizerrijk Oostenrijk-Hongarije), zelf over zijn toekomst kunnen beschikken in de hoop dat de bevolking zich zou uitspreken voor aansluiting bij Oostenrijk. Hierin slaagde Gruber echter niet. Wel sloot hij op 5 september 1946 de zogenaamde Gruber-De Gasperi-overeenkomst die de autonomie van Zuid-Tirol binnen Italië regelde.
Na het regelen van de Zuid-Tiroler kwestie richtte Gruber zich op het sluiten van een staatsverdrag tussen Oostenrijk en de geallieerde bezettingsmachten (Sovjet-Unie, Verenigde Staten van Amerika, Verenigd Koninkrijk en Frankrijk) waarna Oostenrijk weer een zelfstandig land zou worden. Zolang Jozef Stalin, de leider van de USSR nog leefde, kwam het echter niet tot een doorbraak in de onderhandelingen.
In 1953 werd Gruber na een conflict met partijgenoten als bondsminister van Buitenlandse Zaken vervangen door Leopold Figl. Hij diende vervolgens als Oostenrijks gezant in Washington D.C., Bern, Bonn en Madrid. Op 29 juli 1957 zat hij in Wenen de eerste zitting van het Internationaal Atoomenergieagentschap voor. Tijdens deze zitting werd Wenen aangewezen als zetel voor het atoomagentschap.
Van 19 april 1966 tot 13 mei 1968 was Gruber staatssecretaris zonder portefeuille in het kabinet-Klaus II.
In 1986 was hij bijzonder gevolmachtigd gezant tijdens de Waldheim-affaire en trad daarnaast op als adviseur van verschillende politici. Hij overleed op 1 februari 1995 in Innsbruck.

## Onderscheidingen
- 1954: Grote Gouden Ereteken aan het lint voor Verdienste voor de Republiek Oostenrijk
- 1965: Grootkruis Orde van Isabella de Katholieke
- 1985: Ereburger van de Universiteit van Wenen